# Fabio Spagnoli
Fabio Spagnoli (Milano, 23 dicembre 1970) è un ex cestista italiano.

## Carriera
Guardia/ala dotato di un ottimo tiro da tre punti. Dal 2005 al 2011 è stato la bandiera della Artusiana Basket Forlimpopoli, ha giocato dal 1987 al 1997 in serie A2 e A1 soprattutto a Pistoia dove ha lasciato ottimi ricordi. Nel 1998 disputa il suo ultimo campionato di serie A2 nella Serapide Pozzuoli.
Dal 1999 scende di categoria e gioca in B1 fino al 2005 prima a Cosenza poi 2 anni a Ferrara dove nel secondo campionato conquista la promozione in Legadue, dal 2002 al 2005 gioca nella Spar Falco Pesaro, al termine della stagione 2005 la Spar Pesaro e la Scavolini Pesaro Appena fallita ed estromessa dalla serie A, si uniscono per ritornare nella massima serie, Spagnoli non trova più spazio e quindi sceglie di proseguire la sua carriera nel campionato regionale dell'Emilia-Romagna in serie D a Forlimpopoli dove nel primo campionato, assieme all'altro ex serie A Giovanni Savio, domina il torneo (29 vinte - 1 persa) e approda in serie C2.

## Record in A
- Punti - 26 contro Livorno
- Tiri da due realizzati - 5 contro Livorno
- Tiri da due tentati - 7 (2 volte)
- Tiri da tre realizzati - 4 (5 volte)
- Tiri da tre tentati - 7 (3 volte)
- Tiri liberi realizzati - 6 (2 volte)
- Tiri liberi tentati - 8 contro Forlì
- Rimbalzi offensivi - 2 (3 volte)
- Rimbalzi difensivi - 4 (2 volte)
- Rimbalzi totali - 5 contro Forlì
- Assist - 5 contro Trieste
- Palle recuperate - 3 (5 volte)
- Minuti giocati - 33 contro Roma

## Statistiche serie A
- Partite - 207
- Partite giocate - 164
- Punti - 808
- Minuti giocati - 2368
- Falli commessi - 302
- Falli subiti - 137
- Percentuale da 2 - 44,5%
- Percentuale da 3 - 42,7%
- Percentuale liberi - 82,0%
- Rimbalzi Totali - 112
- Stoppate date - 6
- Stoppate subite - 17
- Palle perse - 184
- Palle recuperate - 84
- Assist - 57
- Valutazione - 330